# Buea
Buea er hovedstaden i Sud-Ouest regionen i Cameroun. Byen ligger i Fako-departementet på de østlige skråninger af Mount Cameroon og har en befolkning på omkring 800.000 indbyggere i 2023. Den har to regeringshoteller, Mountain Hotel og Parliamentarian Flats Hotel, som ligger omkring regeringsboligområdet.

## Historie
Buea, (oprindeligt "bue"), blev grundlagt af en jæger, der kom fra Bomboko-området. Han kom fra Bomboko-siden af bjerget og navngav forbløffet det nyfundne land "en Bue", hvilket bogstaveligt betyder "søn af bué". En fremtrædende konge af tikarfolket stødte sammen med invaderende tyske tropper. Modstandsbevægelsen er fortsat populær folklore.
Buea var den koloniale hovedstad i det tyske Kamerun fra 1901 til 1919, hovedstad i Sydcameroun fra 1949 til 1961 og hovedstad i Vestcameroun indtil 1972, hvor Ahmadou Ahidjo afskaffede Føderationen Cameroun. Den tyske koloniale administration i Buea blev midlertidigt suspenderet under udbruddet af Mount Cameroon fra 28. april til juni 1909. Oprindeligt bestod Bueas befolkning hovedsageligt af bakwerifolket. På grund af sin status som universitetsby og regional hovedstad er der dog et betydeligt antal andre etniske grupper.

### Ambazonsk løsrivelse
I september 2017 erklærede Forbundsrepublikken Ambazonia sin uafhængighed fra Cameroun med Buea som hovedstad. I slutningen af juni 2018 begyndte Ambazonias forsvarsstyrker at nærme sig Buea, og den 29. juni invaderede de Mile 16-kvarteret. Den 1. juli invaderede separatister Muea-kvarteret og kæmpede mod camerounske tropper.

## Geografi
Der bor omkring 300.000 mennesker i Buea (inklusive landsbyerne Bokwaongo, Muea; Bomaka; Tole; Mile 16 (Bolifamba); Mile 17; Mile 15; Mile 14 (Dibanda); Bova; Bonjongo; Likombe; Buasa; Great Soppo; Molyko; Small Soppo; Bwitingi; Mile 18 (Wonyamavio) og omkringliggende landsbyer.

## Galleri
- Von Puttkamers bolig i Buea
- Bismarckfontænen
- Buea Genforeningsmonumentet
- Vor Frue af Nåde Gretto, Sasse-Buea
- Gamle tyske grave i Buea
- Det gamle tyske posthus
- Helligåndens fontæne, Sasse-Buea
- Den Hellige Families Kapel, Sasse-Buea